# Philipp Pforr

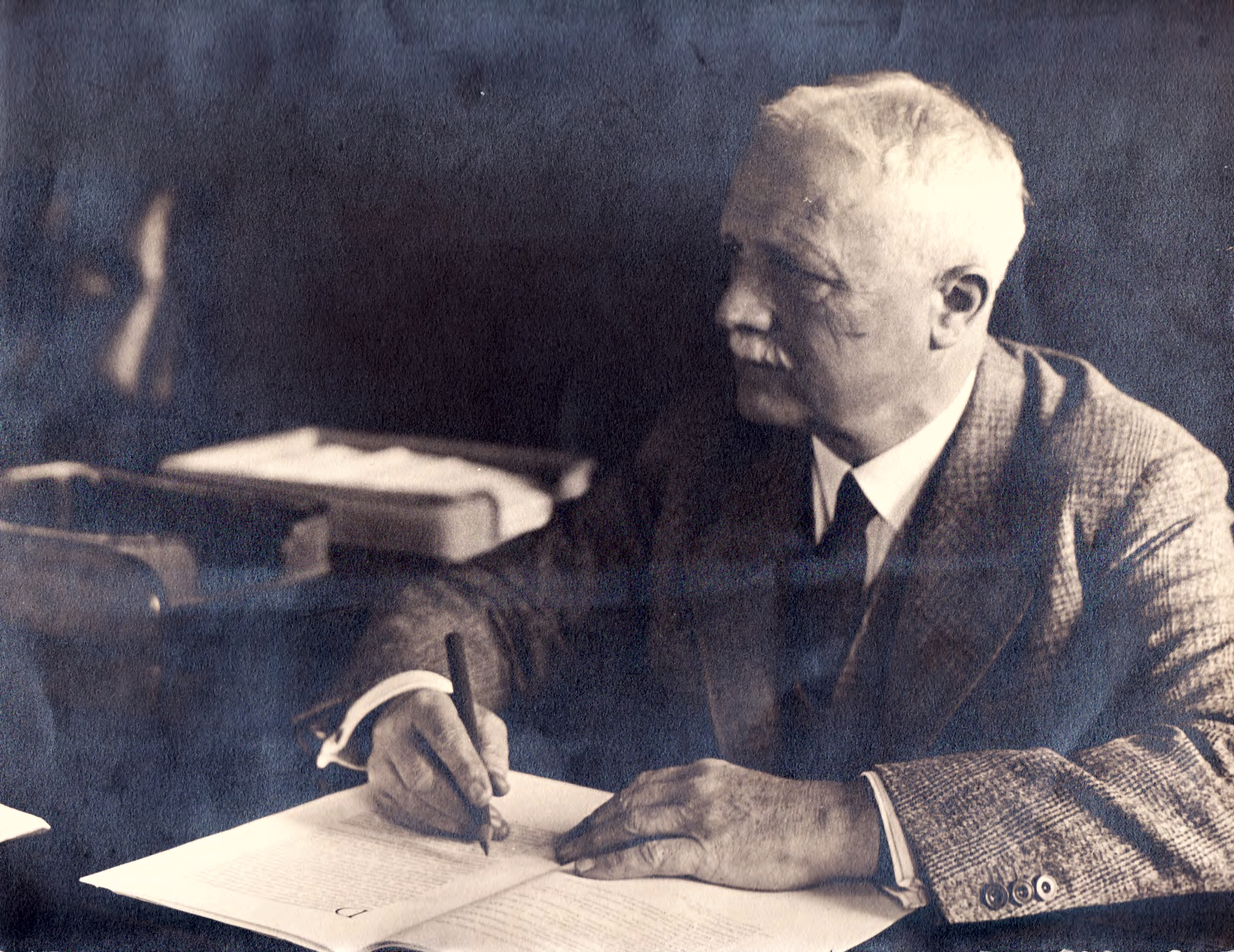
Baurat Philipp August Pforr an seinem Schreibtisch

Philipp August Pforr (* 22. August 1865 in Hersfeld; † 18. Dezember 1949 in Berlin) war ein deutscher Industrieller.

## Leben
Philipp Pforr, der Sohn des Schreinermeisters, Kirchenältesten und Stadtverordneten Reinhard Pforr (1835–1914) und dessen Ehefrau Maria Elisabeth geborene Göbel, wandte sich nach dem Abitur dem Studium der Mathematik, der Naturwissenschaften und des Bauingenieurwesens an der Philipps-Universität Marburg und an der Friedrich-Wilhelms-Universität Berlin zu. In Marburg wurde er 1884 Mitglied des Corps Guestphalia.
Nachdem Philipp Pforr nach seinem Studienabschluss im Jahre 1894 seine praktische Baumeisterausbildung bei der Berliner Stadt- und Ringbahn absolviert hatte, trat er eine Stelle als Ingenieur bei der Union-Elektricitäts-Gesellschaft (UEG) an. Der dort 1899 zum Leiter der Bahnprojekte-Abteilung Bestellte widmete sich in erster Linie der Einführung des elektrischen Betriebs auf den Vollbahnen. Nach erfolgreichen Versuchen mit Wechselstrommotoren konnte er die Preußischen Staatsbahnen für seine Pläne gewinnen, die sich mit Hilfe der Allgemeinen Elektricitäts-Gesellschaft (AEG), die die Union-Elektricitäts-Gesellschaft inzwischen übernommen hatte, seit 1907 verstärkt um die Elektrifizierung ihrer Strecken bemühte. Der 1911 zum ordentlichen Vorstandsmitglied der Allgemeinen Elektricitäts-Gesellschaft gewählte Philipp Pforr war auch an der Ausführung seines Projekts federführend beteiligt. 1912 zum Baurat ernannt, wurde er 1932 in den Ruhestand verabschiedet.
Philipp Pforr, der 1897 in Hersfeld  Wilhelmine Sophie Karoline geborene Hosbach (1868–1920) ehelichte, mit der er zwei Kinder hatte, verstarb 1949 84-jährig in Berlin.

## Veröffentlichungen
- Vor- und Nachteile der Schwebebahn vom bahntechnischen Standpunkt, in: Der Tag Nr. 96, 22. Februar 1908.